# Championnat de Finlande de hockey sur glace 2015-2016
Saison précédente Saison suivante
La saison 2015-2016 est la quarante-et-unième saison de la Liiga, le championnat élite de hockey sur glace en Finlande. La saison régulière commence le 11 septembre 2015 pour se terminer le 10 mars 2016. 

## Liiga

### Saison régulière

#### Classement
| Clt   | Équipe             | PJ | V  | VP | D  | DP | BP  | BC  | Diff | Pts |
| ----- | ------------------ | -- | -- | -- | -- | -- | --- | --- | ---- | --- |
| +001, | HIFK               | 60 | 37 | 6  | 13 | 4  | 186 | 131 | +55  | 127 |
| +002, | Kärpät Oulu        | 60 | 33 | 6  | 13 | 8  | 176 | 126 | +50  | 119 |
| +003, | Tappara Tampere    | 60 | 26 | 12 | 14 | 8  | 177 | 136 | +41  | 110 |
| +004, | JYP Jyväskylä      | 60 | 29 | 7  | 19 | 5  | 156 | 139 | +17  | 106 |
| +005, | SaiPa Lappeenranta | 60 | 27 | 5  | 20 | 8  | 180 | 146 | +34  | 99  |
| +006, | Lukko Rauma        | 60 | 24 | 9  | 23 | 4  | 155 | 132 | +23  | 94  |
| +007, | TPS Turku          | 60 | 23 | 6  | 22 | 9  | 150 | 152 | -2   | 90  |
| +008, | KalPa Kuopio       | 60 | 21 | 10 | 22 | 7  | 129 | 126 | +3   | 90  |
| +009, | Pelicans Lahti     | 60 | 24 | 4  | 25 | 7  | 145 | 171 | -26  | 87  |
| +010, | Sport Vaasa        | 60 | 20 | 7  | 24 | 9  | 153 | 156 | -3   | 83  |
| +011, | KooKoo Kouvola     | 60 | 16 | 10 | 24 | 10 | 129 | 159 | -30  | 78  |
| +012, | Ässät Pori         | 60 | 20 | 5  | 28 | 7  | 150 | 156 | -6   | 77  |
| +013, | HPK Hämeenlinna    | 60 | 18 | 5  | 33 | 4  | 125 | 168 | -43  | 68  |
| +014, | Ilves Tampere      | 60 | 16 | 5  | 34 | 5  | 124 | 163 | -39  | 63  |
| +015, | Espoo Blues        | 60 | 13 | 6  | 33 | 8  | 108 | 168 | -60  | 59  |

- Quart de finale
- Barrage des séries

#### Meilleurs pointeurs
| Clt | Joueur              | Équipe             | PJ | B  | A  | Pts | +/- | Pun |
| --- | ------------------- | ------------------ | -- | -- | -- | --- | --- | --- |
| 1   | Kristian Kuusela    | Tappara Tampere    | 56 | 20 | 39 | 59  | +25 | 14  |
| 2   | David McIntyre      | SaiPa Lappeenranta | 58 | 16 | 40 | 56  | +19 | 67  |
| 3   | Teemu Ramstedt (en) | HIFK               | 60 | 8  | 44 | 52  | +14 | 14  |
| 4   | Tomáš Záborský      | HIFK               | 55 | 27 | 21 | 48  | +17 | 55  |
| 5   | Aaron Gagnon        | Lukko Rauma        | 60 | 25 | 23 | 48  | +11 | 36  |
| 6   | Ville Vahalahti     | Lukko Rauma        | 55 | 14 | 33 | 47  | +7  | 16  |
| 7   | Chad Rau            | SaiPa Lappeenranta | 60 | 28 | 18 | 46  | +4  | 0   |
| 8   | Toni Koivisto (en)  | Lukko Rauma        | 58 | 17 | 29 | 46  | +3  | 12  |
| 9   | Sebastian Aho       | Kärpät Oulu        | 45 | 20 | 25 | 45  | +26 | 2   |
| 10  | Tomi Kallio         | TPS Turku          | 60 | 18 | 26 | 44  | -5  | 58  |

#### Meilleurs gardiens de but
| Clt | Joueur               | Équipe | PJ | Min           | BC  | Moy  | %Arr  | Bl |
| --- | -------------------- | ------ | -- | ------------- | --- | ---- | ----- | -- |
| 1   | Ville Husso          | HIFK   | 39 | 2328 min 20 s | 74  | 1,91 | 92,74 | 5  |
| 2   | Sami Raja Niemi (en) | Kärpät | 33 | 1774 min 36 s | 57  | 1,93 | 92,63 | 4  |
| 3   | Ryan Zapolski        | Lukko  | 55 | 3226 min 50 s | 105 | 1,95 | 92,70 | 10 |
| 4   | Jussi Markkanen      | SaiPa  | 35 | 2082 min 2 s  | 68  | 1,96 | 92,12 | 3  |
| 5   | Sami Aittokallio     | Kärpät | 33 | 1921 min 36 s | 63  | 1,97 | 91,97 | 2  |

### Séries éliminatoires
Les matchs de barrage se jouent au meilleur des trois rencontres puis tous les autres se jouent au meilleur des 7 rencontres à l'exception du match pour la troisième place qui se joue en une seule rencontre.

#### Tableau
|  | Barrages | Barrages | Barrages | Barrages |                 |                 | Quarts de finale | Quarts de finale | Quarts de finale | Quarts de finale |   |        | Demi-finales | Demi-finales | Demi-finales | Demi-finales |  |  | Finale | Finale | Finale | Finale |
|  |          |          |          |          |                 |                 |                  |                  |                  |                  |   |        |              |              |              |              |  |  |        |        |        |        |
|  |          |          |          |          |                 |                 |                  |                  |                  |                  |   |        |              |              |              |              |  |  |        |        |        |        |
|  | 7        | TPS      | 2        | 2        |                 |                 |                  |                  |                  |                  |   |        |              |              |              |              |  |  |        |        |        |        |
|  | 7        | TPS      | 2        | 2        |                 |                 |                  |                  |                  |                  |   |        |              |              |              |              |  |  |        |        |        |        |
|  | 10       | Sport    | 0        | 0        |                 |                 |                  |                  |                  |                  |   |        |              |              |              |              |  |  |        |        |        |        |
|  | 10       | Sport    | 0        | 0        | 1               | HIFK            | 4                | 4                |                  |                  |   |        |              |              |              |              |  |  |        |        |        |        |
|  |          |          |          |          | 1               | HIFK            | 4                | 4                |                  |                  |   |        |              |              |              |              |  |  |        |        |        |        |
|  |          |          | 9        | Pelicans | 2               | 2               |                  |                  |                  |                  |   |        |              |              |              |              |  |  |        |        |        |        |
|  |          |          |          |          | 2               | 2               |                  |                  |                  |                  |   |        |              |              |              |              |  |  |        |        |        |        |
|  |          |          |          |          |                 |                 |                  |                  |                  |                  |   |        |              |              |              |              |  |  |        |        |        |        |
|  |          |          |          |          |                 |                 |                  |                  |                  |                  |   |        |              |              |              |              |  |  |        |        |        |        |
|  | 1        | HIFK     | 4        | 4        |                 |                 |                  |                  |                  |                  |   |        |              |              |              |              |  |  |        |        |        |        |
|  | 1        | HIFK     | 4        | 4        |                 |                 |                  |                  |                  |                  |   |        |              |              |              |              |  |  |        |        |        |        |
|  |          |          | 4        | JYP      | 2               | 2               |                  |                  |                  |                  |   |        |              |              |              |              |  |  |        |        |        |        |
|  |          |          |          |          | 2               | 2               |                  |                  |                  |                  |   |        |              |              |              |              |  |  |        |        |        |        |
|  |          |          |          |          |                 |                 |                  |                  |                  |                  |   |        |              |              |              |              |  |  |        |        |        |        |
|  |          |          |          |          |                 |                 |                  |                  |                  |                  |   |        |              |              |              |              |  |  |        |        |        |        |
|  | 2        | Kärpät   | 4        | 4        |                 |                 |                  |                  |                  |                  |   |        |              |              |              |              |  |  |        |        |        |        |
|  | 2        | Kärpät   | 4        | 4        |                 |                 |                  |                  |                  |                  |   |        |              |              |              |              |  |  |        |        |        |        |
|  |          |          | 7        | TPS      | 2               | 2               |                  |                  |                  |                  |   |        |              |              |              |              |  |  |        |        |        |        |
|  |          |          |          |          | 2               | 2               |                  |                  |                  |                  |   |        |              |              |              |              |  |  |        |        |        |        |
|  |          |          |          |          |                 |                 |                  |                  |                  |                  |   |        |              |              |              |              |  |  |        |        |        |        |
|  |          |          |          |          |                 |                 |                  |                  |                  |                  |   |        |              |              |              |              |  |  |        |        |        |        |
|  | 1        | HIFK     | 2        | 2        |                 |                 |                  |                  |                  |                  |   |        |              |              |              |              |  |  |        |        |        |        |
|  | 1        | HIFK     | 2        | 2        |                 |                 |                  |                  |                  |                  |   |        |              |              |              |              |  |  |        |        |        |        |
|  |          |          | 3        | Tappara  | 4               | 4               |                  |                  |                  |                  |   |        |              |              |              |              |  |  |        |        |        |        |
|  |          |          |          |          | 4               | 4               |                  |                  |                  |                  |   |        |              |              |              |              |  |  |        |        |        |        |
|  |          |          |          |          |                 |                 |                  |                  |                  |                  |   |        |              |              |              |              |  |  |        |        |        |        |
|  |          |          |          |          |                 |                 |                  |                  |                  |                  |   |        |              |              |              |              |  |  |        |        |        |        |
|  | 3        | Tappara  | 4        | 4        |                 |                 |                  |                  |                  |                  |   |        |              |              |              |              |  |  |        |        |        |        |
|  | 3        | Tappara  | 4        | 4        |                 |                 |                  |                  |                  |                  |   |        |              |              |              |              |  |  |        |        |        |        |
|  |          |          | 6        | Lukko    | 1               | 1               |                  |                  |                  |                  |   |        |              |              |              |              |  |  |        |        |        |        |
|  |          |          |          |          | 1               | 1               |                  |                  |                  |                  |   |        |              |              |              |              |  |  |        |        |        |        |
|  |          |          |          |          |                 |                 |                  |                  |                  |                  |   |        |              |              |              |              |  |  |        |        |        |        |
|  |          |          |          |          |                 |                 |                  |                  |                  |                  |   |        |              |              |              |              |  |  |        |        |        |        |
|  | 2        | Kärpät   | 3        | 3        |                 |                 |                  |                  |                  |                  |   |        |              |              |              |              |  |  |        |        |        |        |
|  | 2        | Kärpät   | 3        | 3        |                 |                 |                  |                  |                  |                  |   |        |              |              |              |              |  |  |        |        |        |        |
|  |          |          | 3        | Tappara  | 4               | 4               |                  |                  |                  |                  |   |        |              |              |              |              |  |  |        |        |        |        |
|  |          |          |          |          | 4               | 4               |                  |                  |                  |                  |   |        |              |              |              |              |  |  |        |        |        |        |
|  |          |          |          |          |                 |                 |                  |                  |                  |                  |   |        |              |              |              |              |  |  |        |        |        |        |
|  |          |          |          |          |                 |                 |                  |                  |                  |                  |   |        |              |              |              |              |  |  |        |        |        |        |
|  | 4        | JYP      | 4        | 4        | Troisième place | Troisième place | Troisième place  | Troisième place  |                  |                  |   |        |              |              |              |              |  |  |        |        |        |        |
|  | 4        | JYP      | 4        | 4        | Troisième place | Troisième place | Troisième place  | Troisième place  |                  |                  |   |        |              |              |              |              |  |  |        |        |        |        |
|  |          |          | 5        | SaiPa    | 2               | 2               |                  |                  |                  |                  |   |        |              |              |              |              |  |  |        |        |        |        |
|  | 8        | KalPa    | 5        | SaiPa    | 2               | 2               | 1                | 1                |                  |                  |   |        |              |              |              |              |  |  |        |        |        |        |
|  | 8        | KalPa    |          |          |                 |                 |                  | 1                |                  |                  | 2 | Kärpät | 1            | 1            |              |              |  |  |        |        |        |        |
|  | 9        | Pelicans | 2        | 2        |                 |                 |                  |                  |                  |                  | 2 | Kärpät | 1            | 1            |              |              |  |  |        |        |        |        |
|  | 9        | Pelicans | 2        | 2        | 4               | JYP             | 0                | 0                |                  |                  |   |        |              |              |              |              |  |  |        |        |        |        |
|  |          |          |          |          |                 |                 |                  |                  |                  |                  |   |        |              |              |              |              |  |  |        |        |        |        |

#### Finale
| 15 avril 2016 | HIFK | 4-0 (2-0, 1-0, 1-0) | Tappara | Helsingin Jäähalli 8 200 spectateurs |

| Feuille de match | Feuille de match | Feuille de match | Feuille de match | Feuille de match                                                                         |
| ---------------- | --- | ---------------- | ---------------- | ---------------------------------------------------------------------------------------- |
|                  | Rask (Järvinen, Ramstedt) — 52 s Ikonen (Elkins) — 19 min 44 s Auvitu (Rask, Ramstedt) — 23 min 9 s Tuomisto (Åsten, Nykopp) — 56 min 51 s (CV) | 1-0 2-0 3-0 4-0  | -                | Arbitrage : Stefan Fonselius Jari Levonen Juges de lignes : Joona Elonen Sakari Suominen |
| Ville Husso      | Gardiens | Tomi Karhunen    |                  | Arbitrage : Stefan Fonselius Jari Levonen Juges de lignes : Joona Elonen Sakari Suominen |
| 10 min           | Pénalités | 10 min           |                  | Arbitrage : Stefan Fonselius Jari Levonen Juges de lignes : Joona Elonen Sakari Suominen |
| 23               | Tirs | 23               |                  | Arbitrage : Stefan Fonselius Jari Levonen Juges de lignes : Joona Elonen Sakari Suominen |

| 16 avril 2016 | Tappara | 2-1 (0-0, 1-0, 1-1) | HIFK | Tampereen jäähalli 7 300 spectateurs |

| Feuille de match | Feuille de match                                                                     | Feuille de match | Feuille de match                            | Feuille de match                                                                          |
| ---------------- | ------------------------------------------------------------------------------------ | ---------------- | ------------------------------------------- | ----------------------------------------------------------------------------------------- |
|                  | Kuusela (Plastino, Lajunen) — 29 min 26 s (SN) - Jasu (Peltola, Laine) — 54 min 24 s | 1-0 1-1 2-1      | - Záborský (Grillfors, Rask) — 49 min 8 s - | Arbitrage : Stefan Fonselius Teemu Salminen Juges de lignes : Jani Pesonen Teemu Riikonen |
| Tomi Karhunen    | Gardiens                                                                             | Ville Husso      |                                             | Arbitrage : Stefan Fonselius Teemu Salminen Juges de lignes : Jani Pesonen Teemu Riikonen |
| 8 min            | Pénalités                                                                            | 20 min           |                                             | Arbitrage : Stefan Fonselius Teemu Salminen Juges de lignes : Jani Pesonen Teemu Riikonen |
| 36               | Tirs                                                                                 | 34               |                                             | Arbitrage : Stefan Fonselius Teemu Salminen Juges de lignes : Jani Pesonen Teemu Riikonen |

| 19 avril 2016 | HIFK | 6-0 (1-0, 2-0, 3-0) | Tappara | Helsingin Jäähalli 8 200 spectateurs |

| Feuille de match | Feuille de match | Feuille de match        | Feuille de match | Feuille de match                                                                      |
| ---------------- | --- | ----------------------- | ---------------- | ------------------------------------------------------------------------------------- |
|                  | Luttinen (Auvitu) — 13 min 36 s Elkins (Luttinen, Ikonen) — 21 min 3 s Ramstedt (Rask, Záborský) — 31 min 35 s Elkins (Záborský, Ramstedt) — 52 min 10 s Puustinen (Leino, Taipalus) — 54 min 59 s Leino (Puustinen, Tuomisto) — 57 min 13 s | 1-0 2-0 3-0 4-0 5-0 6-0 | -                | Arbitrage : Stefan Fonselius Jari Levonen Juges de lignes : Henri Neva Hannu Sormunen |
| Ville Husso      | Gardiens | Tomi Karhunen           |                  | Arbitrage : Stefan Fonselius Jari Levonen Juges de lignes : Henri Neva Hannu Sormunen |
| 4 min            | Pénalités | 4 min                   |                  | Arbitrage : Stefan Fonselius Jari Levonen Juges de lignes : Henri Neva Hannu Sormunen |
| 24               | Tirs | 27                      |                  | Arbitrage : Stefan Fonselius Jari Levonen Juges de lignes : Henri Neva Hannu Sormunen |

| 22 avril 2016 | Tappara | 3-0 (2-0, 0-0, 1-0) | HIFK | Tampereen jäähalli 7 300 spectateurs |

| Feuille de match | Feuille de match                                                                               | Feuille de match | Feuille de match | Feuille de match                                                                         |
| ---------------- | ---------------------------------------------------------------------------------------------- | ---------------- | ---------------- | ---------------------------------------------------------------------------------------- |
|                  | Laine — 13 min 51 s Lajunen (Laine) — 51 min 34 s Kuusela (Laine, Plastino) — 53 min 13 s (SN) | 1-0 2-0 3-0      | -                | Arbitrage : Stefan Fonselius Jari Levonen Juges de lignes : Joona Elonen Sakari Suominen |
| Tomi Karhunen    | Gardiens                                                                                       | Ville Husso      |                  | Arbitrage : Stefan Fonselius Jari Levonen Juges de lignes : Joona Elonen Sakari Suominen |
| 18 min           | Pénalités                                                                                      | 42 min           |                  | Arbitrage : Stefan Fonselius Jari Levonen Juges de lignes : Joona Elonen Sakari Suominen |
| 32               | Tirs                                                                                           | 27               |                  | Arbitrage : Stefan Fonselius Jari Levonen Juges de lignes : Joona Elonen Sakari Suominen |

| 23 avril 2016 | HIFK | 1-2 (1-0, 0-1, 0-1) | Tappara | Helsingin Jäähalli 8 200 spectateurs |

| Feuille de match | Feuille de match            | Feuille de match | Feuille de match                                                     | Feuille de match                                                                         |
| ---------------- | --------------------------- | ---------------- | -------------------------------------------------------------------- | ---------------------------------------------------------------------------------------- |
|                  | Taipalus (Åsten) — 11 min - | 1-0 1-1 1-2      | - Elorinne (Jasu) — 35 min 29 s Karjalainen (Plastino) — 54 min 45 s | Arbitrage : Stefan Fonselius Jari Levonen Juges de lignes : Joona Elonen Sakari Suominen |
| Ville Husso      | Gardiens                    | Tomi Karhunen    |                                                                      | Arbitrage : Stefan Fonselius Jari Levonen Juges de lignes : Joona Elonen Sakari Suominen |
| 2 min            | Pénalités                   | 2 min            |                                                                      | Arbitrage : Stefan Fonselius Jari Levonen Juges de lignes : Joona Elonen Sakari Suominen |
| 32               | Tirs                        | 35               |                                                                      | Arbitrage : Stefan Fonselius Jari Levonen Juges de lignes : Joona Elonen Sakari Suominen |

| 26 avril 2016 | Tappara | 2-1 (2-1, 0-0, 0-0) | HIFK | Tampereen jäähalli 7 300 spectateurs |

| Feuille de match | Feuille de match                                                | Feuille de match | Feuille de match                | Feuille de match                                                                     |
| ---------------- | --------------------------------------------------------------- | ---------------- | ------------------------------- | ------------------------------------------------------------------------------------ |
|                  | - Laine (Kuusela) — 7 min 55 s Haapala (Elorinne) — 10 min 58 s | 0-1 1-1 2-1      | Puustinen (Rask) — 3 min 21 s - | Arbitrage : Teemu Salminen Jari Suorsa Juges de lignes : Jani Pesonen Teemu Riikonen |
| Tomi Karhunen    | Gardiens                                                        | Ville Husso      |                                 | Arbitrage : Teemu Salminen Jari Suorsa Juges de lignes : Jani Pesonen Teemu Riikonen |
| 6 min            | Pénalités                                                       | 6 min            |                                 | Arbitrage : Teemu Salminen Jari Suorsa Juges de lignes : Jani Pesonen Teemu Riikonen |
| 21               | Tirs                                                            | 39               |                                 | Arbitrage : Teemu Salminen Jari Suorsa Juges de lignes : Jani Pesonen Teemu Riikonen |

#### Meilleurs pointeurs
| Clt | Joueur              | Équipe          | PJ | B  | A  | Pts | +/- | Pun |
| --- | ------------------- | --------------- | -- | -- | -- | --- | --- | --- |
| 1   | Teemu Ramstedt (en) | HIFK            | 18 | 5  | 13 | 18  | +4  | 2   |
| 2   | Joonas Rask         | HIFK Helinki    | 18 | 4  | 13 | 17  | +3  | 0   |
| 3   | Patrik Laine        | Tappara Tampere | 18 | 10 | 5  | 15  | +1  | 6   |
| 4   | Kristian Kuusela    | Tappara Tampere | 17 | 5  | 10 | 15  | +5  | 6   |
| 5   | Sebastian Aho       | Kärpät Oulu     | 14 | 4  | 11 | 15  | -1  | 8   |

#### Meilleurs gardiens de but
| Clt | Joueur        | Équipe  | PJ | Min          | BC | Moy  | %Arr  | Bl |
| --- | ------------- | ------- | -- | ------------ | -- | ---- | ----- | -- |
| 1   | Ville Husso   | HIFK    | 15 | 889 min 28 s | 23 | 1,55 | 93,52 | 4  |
| 2   | Ryan Zapolski | Lukko   | 5  | 293 min 43 s | 9  | 1,84 | 92,50 | 1  |
| 3   | Tomi Karhunen | Tappara | 16 | 998 min 27 s | 31 | 1,86 | 93,56 | 4  |

### Effectif champion
| Vainqueurs de la Liiga Tappara Tampere | Gardiens de but : Dominik Hrachovina, Tomi Karhunen Défenseurs : Teemu Aalto, Alexander Bonsaksen, Aleksi Elorinne, Markus Kankaanperä, Atte Mäkinen, Tuukka Mäntylä, Nick Plastino, Aleksi Salonen, Pekka Saravo Attaquants : Stephen Dixon, Henrik Haapala, Miika Heikkilä, Manu Honkanen, Arttu Ilomäki, Juhani Jasu, Jan-Mikael Järvinen, Jere Karjalainen, Kristian Kuusela, Patrik Laine, Jani Lajunen, Jukka Peltola, Otto Rauhala, Veli-Matti Savinainen Entraîneur : Jussi Tapola |

### Récompenses

#### Trophées collectifs
| Trophée                                                                                          | Équipe          |
| ------------------------------------------------------------------------------------------------ | --------------- |
| Kanada-malja Champion de Finlande                                                                | Tappara Tampere |
| Trophée Harry-Lindblad Vainqueur de la saison régulière                                          | HIFK            |
| Trophée Aaro-Kivilinna Meilleur club finlandais toutes catégories confondues                     | Kärpät Oulu     |
| Hopealuistin Meilleure équipe en supériorité ou infériorité numérique durant la saison régulière | Lukko Rauma     |

#### Trophées individuels
| Trophée                                                                  | Vainqueur                  |
| ------------------------------------------------------------------------ | -------------------------- |
| Trophée Lasse-Oksanen Meilleur joueur de la saison                       | Kristian Kuusela (Tappara) |
| Trophée Jari-Kurri Meilleur joueur des séries éliminatoires              | Patrik Laine (Tappara)     |
| Kultainen kypärä Meilleur joueur selon ses pairs                         | Kristian Kuusela (Tappara) |
| Trophée Veli-Pekka-Ketola Meilleur pointeur de la saison                 | Kristian Kuusela (Tappara) |
| Trophée Aarne-Honkavaara Meilleur buteur de la saison                    | Chad Rau (SaiPa)           |
| Trophée Juha-Rantasila Meilleur buteur de la saison parmi les défenseurs | Juha Leimu (Pelicans)      |
| Trophée Jarmo-Wasama Meilleur recrue de la saison                        | Patrik Laine (Tappara)     |
| Trophée Urpo-Ylönen Meilleur gardien de but                              | Ville Husso (HIFK)         |
| Trophée Pekka-Rautakallio Meilleur défenseur                             | Yohann Auvitu (HIFK)       |
| Trophée Matti-Keinonen Joueur ayant le meilleur différentiel +/-         | Sebastian Aho (Kärpät)     |
| Trophée Raimo-Kilpiö Joueur le plus fair-play                            | Chad Rau (SaiPa)           |
| Liigan viihdyttävin pelaaja Joueur le plus divertissant selon le public  | Ari Vallin (KooKoo)        |
| Trophée Kalevi-Numminen Meilleur entraîneur                              | Jussi Tapola (Tappara)     |
| Trophée Unto-Wiitala Meilleur arbitre                                    | Stefan Fonselius           |
| Trophée Pentti-Isotalo Meilleur juge de ligne                            | Sakari Suominen            |
| Kultainen pilli Meilleur arbitre selon les joueurs                       | Jari Levonen               |

#### Équipe d'étoiles
| Position       | Joueur                     |
| -------------- | -------------------------- |
| Gardien de but | Ville Husso (HIFK)         |
| Défenseur      | Juha Leimu (Pelicans)      |
| Défenseur      | Yohann Auvitu (HIFK)       |
| Ailier gauche  | Kristian Kuusela (Tappara) |
| Centre         | Teemu Ramstedt (HIFK)      |
| Ailier droit   | Sebastian Aho (Kärpät)     |